# La Riba de Escalote
La Riba de Escalote est une commune espagnole de la province de Soria en Castille-et-León.